# Клюжево
 Клюжево  — деревня в Шарангском районе Нижегородской области в составе Большерудкинского сельсовета.

## География
Расположена на расстоянии примерно 3 км на северо-восток по прямой от районного центра посёлка Шаранга.

## История
Известна с 1873 года как починок Клюжев, где было дворов 8 и жителей 79, в 1905 38 и 285, в 1926 (уже деревня Клюжево или Клюжевский) 51 и 254, в 1950 (Клюжево) 57 и 192.

## Население
Постоянное население составляло 3 человека (русские 100 %) в 2002 году, 2 в 2010.